# Dumka (musik)
Dumka (ukrainska: думка) är en form av ukrainsk folkvisa, som vanligen besjöng kosackernas strider med tatarer, turkar, ryssar och polacker, till vemodig musik med ackompanjemang av bandura, och som i senare tid av slaviska tonsättare, i synnerhet Antonín Dvořák, använts som namn på andantesatsen i stråkkvartetter och dylikt.